# Santa Rita la Frontera
Santa Rita la Frontera är en ort i Mexiko.   Den ligger i kommunen Marqués de Comillas och delstaten Chiapas, i den sydöstra delen av landet, 1 000 km öster om huvudstaden Mexico City. Santa Rita la Frontera ligger 175 meter över havet och antalet invånare är 174.
Terrängen runt Santa Rita la Frontera är platt. Runt Santa Rita la Frontera är det ganska glesbefolkat, med 25 invånare per kvadratkilometer. Närmaste större samhälle är La Nueva Unión, 2,4 km öster om Santa Rita la Frontera. Omgivningarna runt Santa Rita la Frontera är en mosaik av jordbruksmark och naturlig växtlighet.